# Song Ju-hun
Song Ju-hun (송주훈?, 宋株熏?; Gumi, 13 gennaio 1994) è un calciatore sudcoreano, difensore del Jeju SK.

## Carriera

### Club
Dopo aver frequentato la Gwangmyoung Technical High School e la Konkuk University in patria, nel 2014 si trasferisce in Giappone, all'Albirex Niigata, con cui esordisce in campionato il 30 agosto 2014 nella sconfitta per 5-0 in trasferta contro il Gamba Osaka, nella quale gioca per 90 minuti. Con l'Albirex Niigata gioca anche nella Coppa dell'Imperatore, nella quale fa l'esordio il 20 agosto 2014 nel 3º turno, perso per 1-2 d.t.s in casa contro il V-Varen Nagasaki, venendo sostituito al 90' da Kentarō Ōi e in Coppa J. League, dove disputa la sua prima partita il 21 maggio 2014 nella sconfitta per 3-0 contro il Kashiwa Reysol in trasferta, sfida valida per il girone B nella quale viene sostituito al 46' da Yūki Kobayashi. Nel luglio 2015 passa in prestito al Mito HollyHock, squadra della seconda serie con la quale gioca la sua prima partita il 13 settembre 2015 nella vittoria per 1-0 contro l'Omiya Ardija in casa, giocando tutti i 90 minuti. Il 29 aprile 2016 segna il suo primo gol, al 5' della vittoria casalinga in campionato contro lo JEF United per 1-0.

### Nazionale
Ha fatto parte delle nazionali giovanili sudcoreane Under-19, Under-20 e Under-23. Con la seconda ha disputato il Mondiale Under-20 2013 in Turchia, raggiungendo i quarti di finale.
Viene convocato per le Olimpiadi 2016 in Brasile, ma non può parteciparvi per infortunio e viene sostituito da Kim Min-Tae.

## Statistiche

### Presenze e reti nei club
Statistiche aggiornate all'11 agosto 2020.
| Stagione         | Squadra          | Campionato       | Campionato | Campionato | Coppe nazionali | Coppe nazionali | Coppe nazionali | Coppe continentali | Coppe continentali | Coppe continentali | Altre coppe | Altre coppe | Altre coppe | Totale | Totale | Totale |
| Stagione         | Squadra          | Comp             | Pres       | Reti       | Comp            | Pres            | Reti            | Comp               | Pres               | Reti               | Comp        | Pres        | Reti        | Pres   | Reti   |        |
| ---------------- | ---------------- | ---------------- | ---------- | ---------- | --------------- | --------------- | --------------- | ------------------ | ------------------ | ------------------ | ----------- | ----------- | ----------- | ------ | ------ | ------ |
| 2014             | Albirex Niigata  | JLD1             | 2          | 0          | CI+CJL          | 1+3             | 0               | -                  | -                  | -                  | -           | -           | -           | 6      | 0      |        |
| 2015             | Mito HollyHock   | J2L              | 8          | 0          | CI+CJL          | 2+0             | 0+0             | -                  | -                  | -                  | -           | -           | -           | 10     | 0      |        |
| 2016             | Mito HollyHock   | J2L              | 19         | 1          | CI+CJL          | 0+0             | 0+0             | -                  | -                  | -                  | -           | -           | -           | 19     | 1      |        |
| Totale Hollyhock | Totale Hollyhock | Totale Hollyhock | 27         | 1          | -               | 2               | 0               | -                  | -                  | -                  | -           | -           | -           | 27     | 1      |        |
| 2017             | Albirex Niigata  | J1L              | 27         | 0          | CI+CJL          | 1+3             | 0               | -                  | -                  | -                  | -           | -           | -           | 31     | 0      |        |
| 2018             | Albirex Niigata  | J2L              | 23         | 0          | CI+CJL          | 0+0             | 0               | -                  | -                  | -                  | -           | -           | -           | 23     | 0      |        |
| Totale Albirex   | Totale Albirex   | Totale Albirex   | 52         | 0          | -               | 8               | 0               | -                  | -                  | -                  | -           | -           | -           | 60     | 0      |        |
| feb.-lug. 2019   | Gyeongnam        | KL1              | 9          | 0          | CK              | 1               | 0               | AFC                | 4                  | 0                  | -           | -           | -           | 14     | 0      |        |
| lug.-dic. 2019   | Tianjin Tianhai  | CSL              | 14         | 2          | CC              | 1               | 0               | -                  | -                  | -                  | -           | -           | -           | 15     | 2      |        |
| 2020             | FC Shenzhen      | CSL              | -          | -          | CC              | -               | -               | -                  | -                  | -                  | -           | -           | -           | -      | -      |        |
| Totale carriera  | Totale carriera  | Totale carriera  | 102        | 3          | -               | 12              | 0               | -                  | 4                  | 0                  | -           | -           | -           | 118    | 3      |        |